# Сандрик
Са́ндрик (итал. sandric, лат. sanidis, греч. σανις — доска) — архитектурный элемент, небольшой профилированный карниз, горизонтальная «полочка» над наличником оконного или дверного проёма.

## Функция
Утилитарная функция сандрика заключается в отводе дождевой воды от проёма; зрительная — в подчёркивании горизонтальных членений фасада. Чередующиеся простенки и проёмы с наличниками и сандриками создают определённый ритм, усиливающий тектонические свойства композиции фасада здания. Аналогичную роль играют гурты и вертикальные пилястры.

## История

### Древняя Греция
В архитектуре Древней Греции такой элемент называли гипертиром (ύπέρ — сверх, над и θύρα — дверной щит). В композиции контрналичника сандрик может располагаться как в верхней, так и в нижней части. Его опирают на кронштейны, а вверху дополняют фронтоном, по сторонам — пилястрами или колонками.

### Классическая архитектура
В классической архитектуре горизонтальные перекрытия проёмов трактуют в качестве антаблемента, поэтому сандрик может иметь собственный архитрав, фриз и карниз. Архитрав обычно профилируют, фриз может дополняться орнаментом, как и волютообразные кронштейны, а карниз в форме симы дополняться лучковым или треугольным фронтоном.

## Близкие формы
Близкие формы: бриз-солей (солнцезащитный козырёк), бровка, парасоль (в архитектуре — зонтичный купол). Каноническую форму имеет сандрик в композиции брамантова окна в Палаццо Канчеллерия в Риме. Более сложную — в вариациях палладиева окна и серлиане. В интерьерах сандрики тесно связаны с оформлением пространства в том или ином художественном стиле.

## Галерея
- Окно с треугольным фронтоном на кронштейнах
- Ордерный сандрик с дентикулами (зубчиками)
- Сандрик с лучковым фронтоном